# Огата Гэкко
Огата Гэкко (яп. 尾形 月耕 Огата Гэкко:, род. 1859 г. — ум. 1920 г.) — японский художник и график, мастер жанра цветной гравюры укиё-э.

## Жизнь и творчество
Настоящее имя мастера - Нагами Масаносукэ, родился он в Токио в районе Кобаяси. После того, как родители Нагами умерли, опеку над ним взяла семья Огата. Работы Огаты Гэкко имеют много общего с творчеством Кикути Ёсая. Большое влияние на него оказал Хокусай, в особенности его серия «100 видов горы Фудзи». Позднее Огата создаёт свой особый художественный стиль, с элементами нихонга.
Стиль Огата являлся оригинальным и был смесью тем и мотивов классического укиё-э и заимствованной из европейского искусства техники письма. За счет особой манеры штрихования, напоминающую работу кистью, Огата Гэкко придавал гравюрам естественность и живописность. Работы художника пользовались широкой известностью не только в Японии, где ему покровительствовало министерство образования и культуры, но и за её пределами. Они выставлялись на Всемирной выставке в Чикаго в 1892 году, на Всемирной выставке в Париже в 1900 году, на Японо-британской выставке в Лондоне в 1910 году. Во время первой Японо-китайской войны Огата Гэкко служил военным художником, и его задачей было информирование японской общественности языком искусства о ходе боевых действий на суше и на море. Многие его графические листы стали пропагандистскими военными плакатами (например, Первая японская армия, наступающая на Мукден или Японские офицеры и солдаты храбро сражаются под Фэнхуанчэном, обе в Филадельфийском музее искусств).

## Галерея

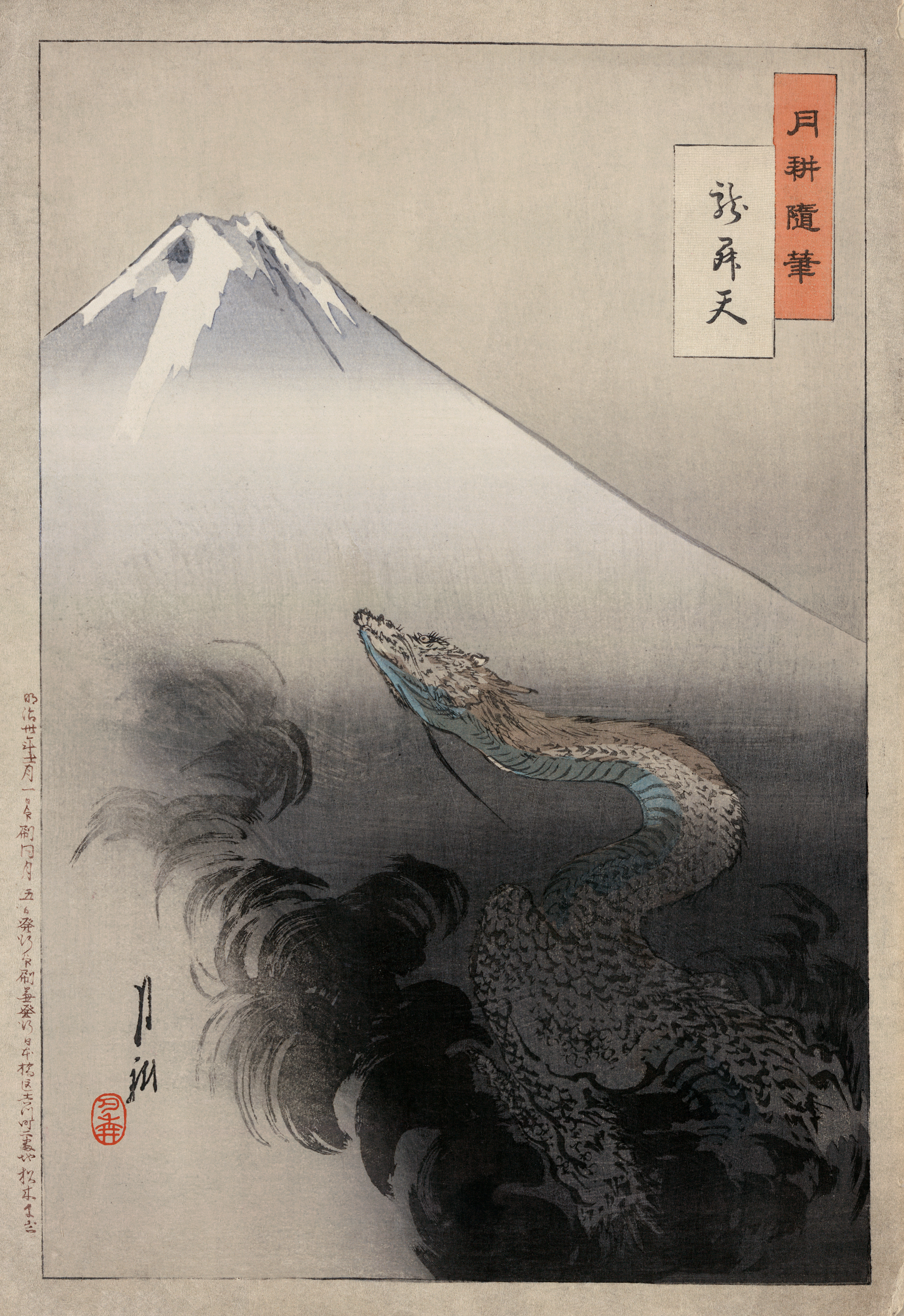
Дракон, поднимающийся к небесам
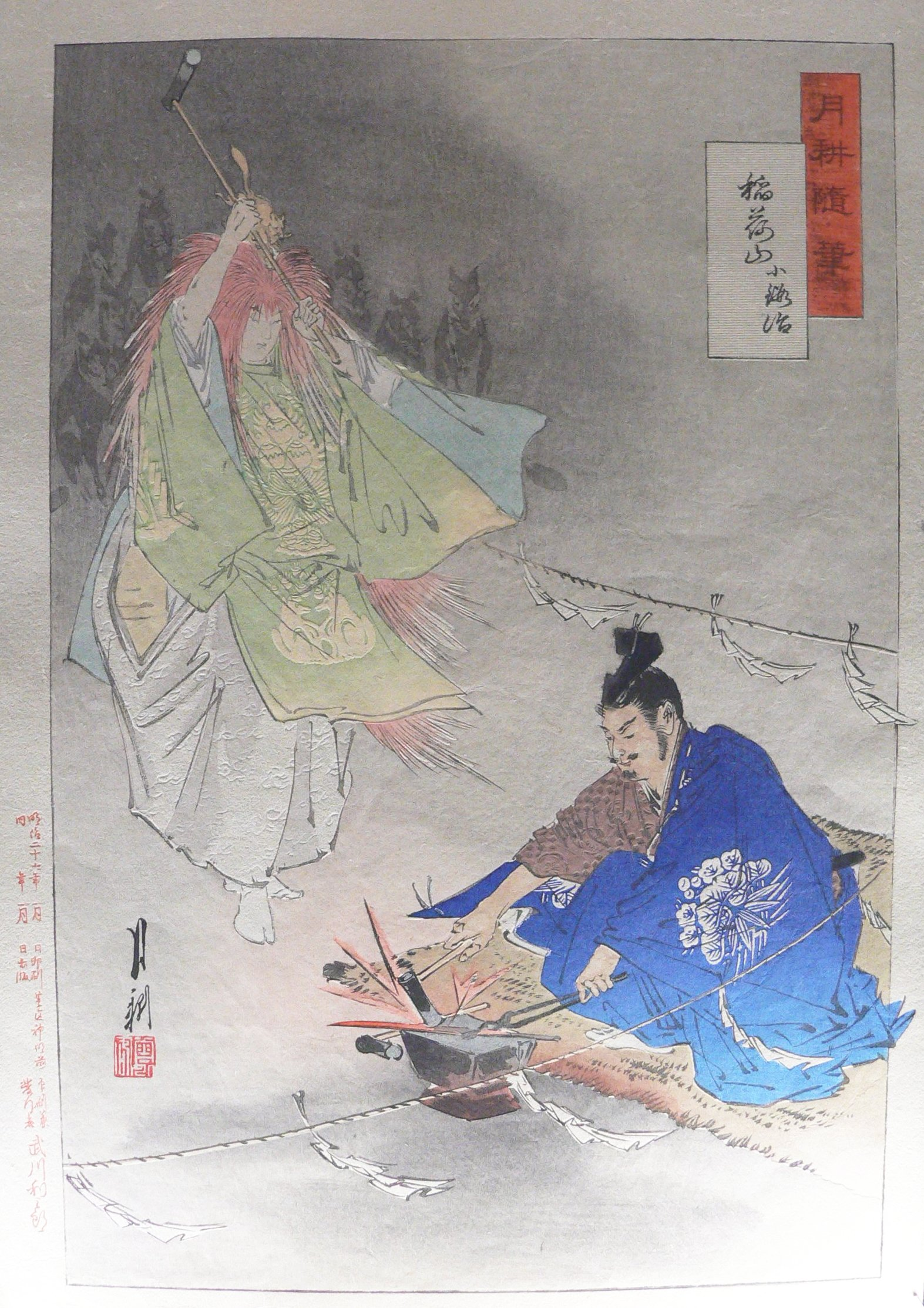
Кузнец Сандзё Мунэтика с помощью кицунэ (духа лисицы) куёт клинок Когицунэ-Мару
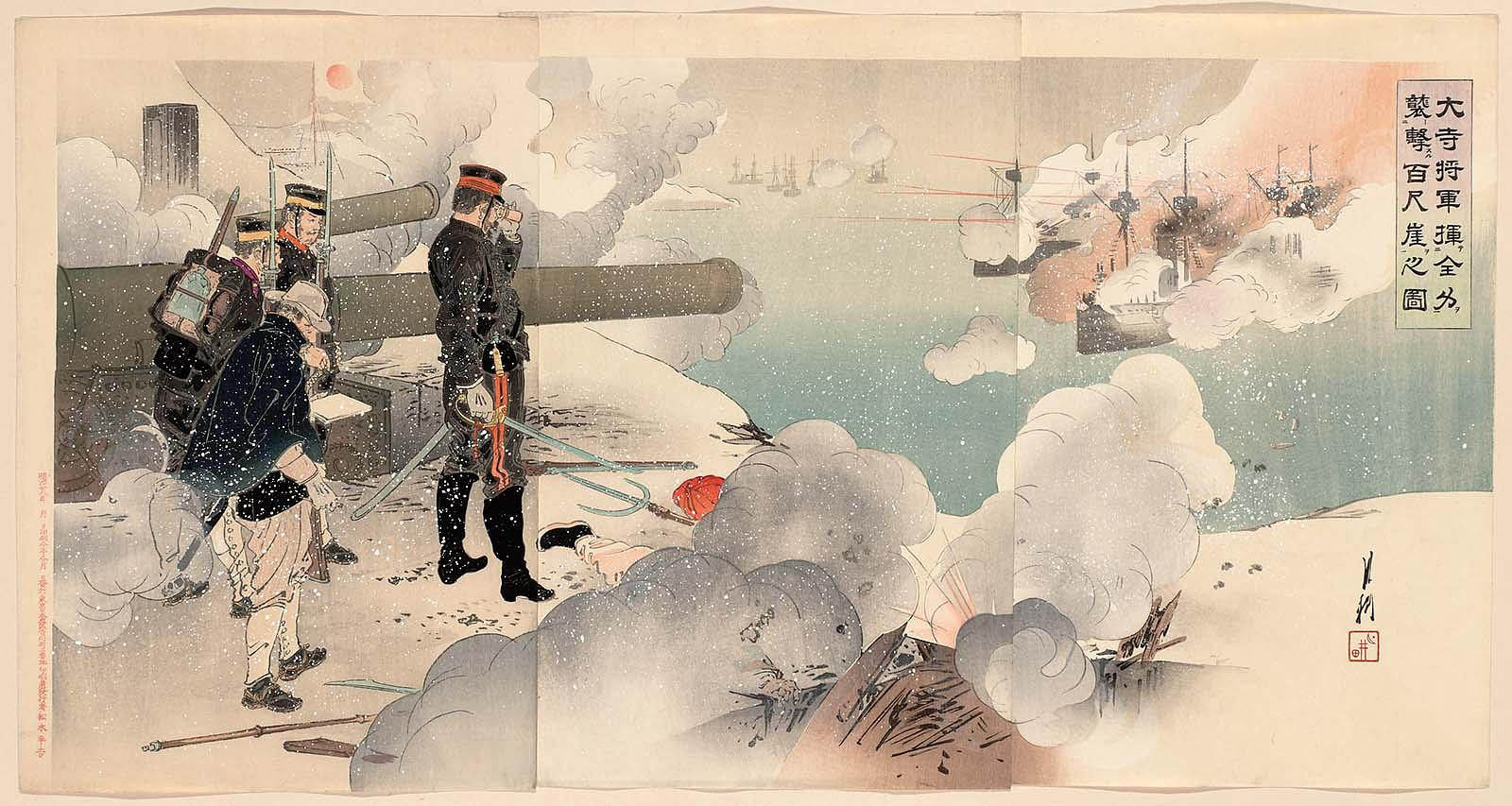
Генерал-майор Одэра Ясудзуми на утёсе во время битвы за Вэйхайвэй
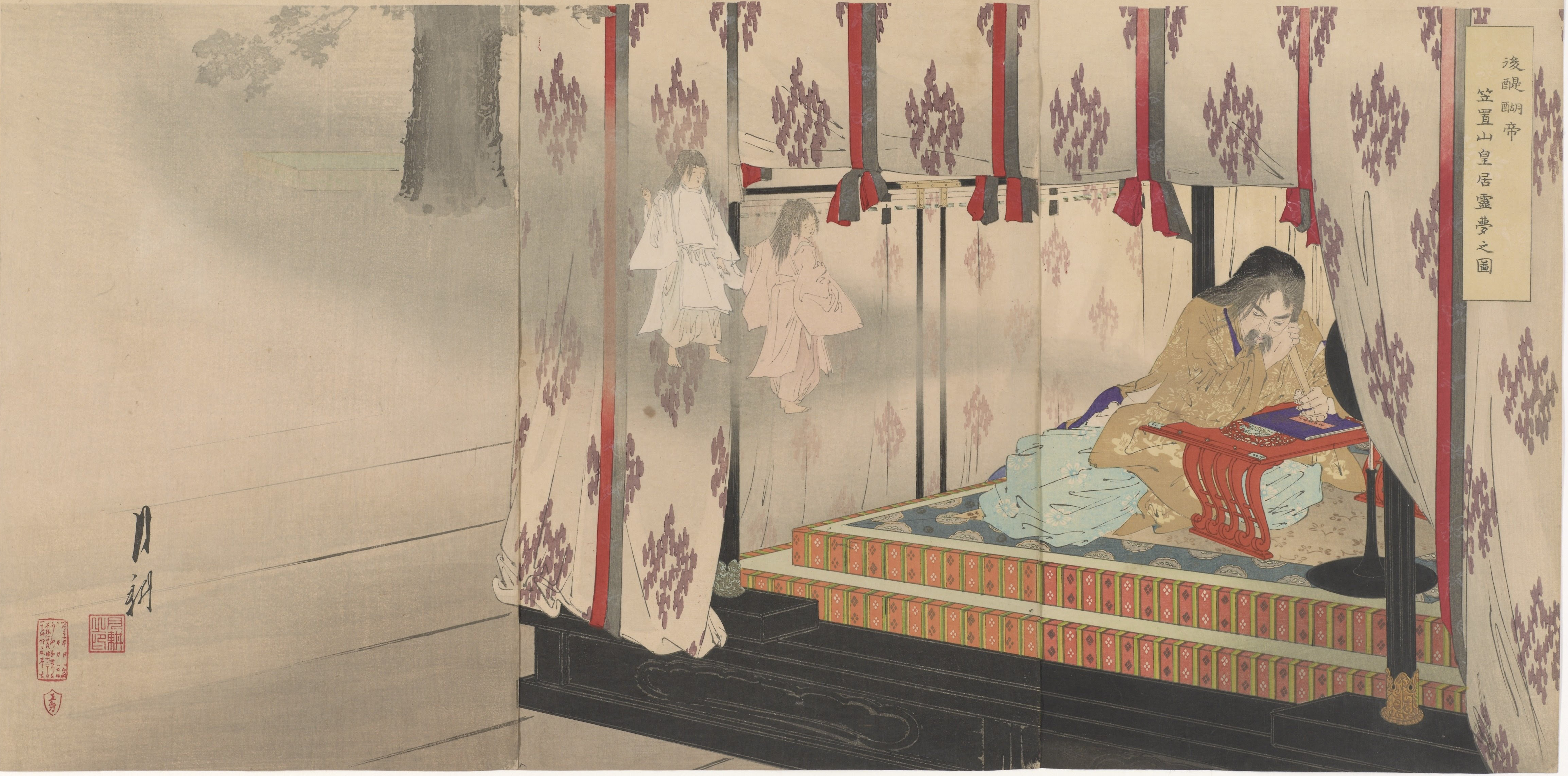
Императору Го-Дайго во дворце Касагияма снятся призраки.
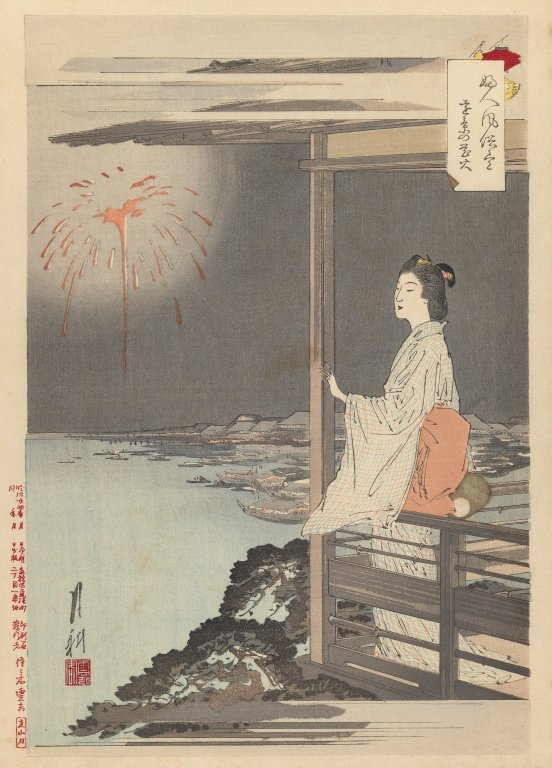
Лист из серии «Женские обычаи и манеры»
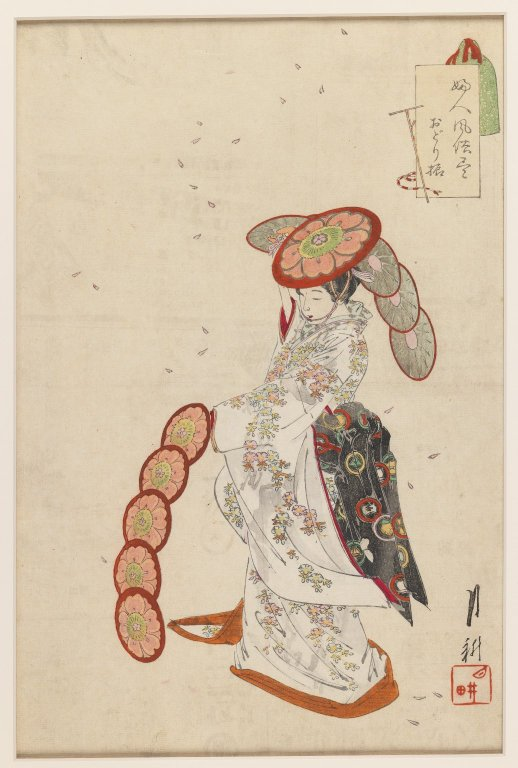
Танцовщица одори
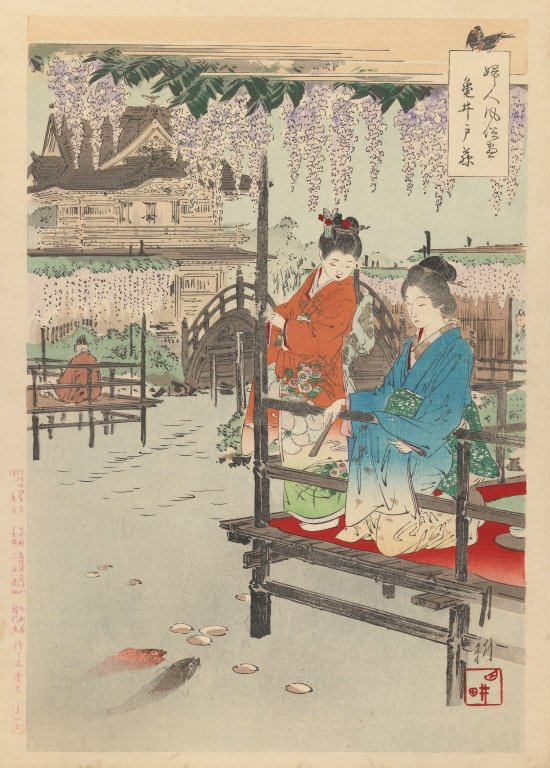
Лист из серии «Женские обычаи и манеры»
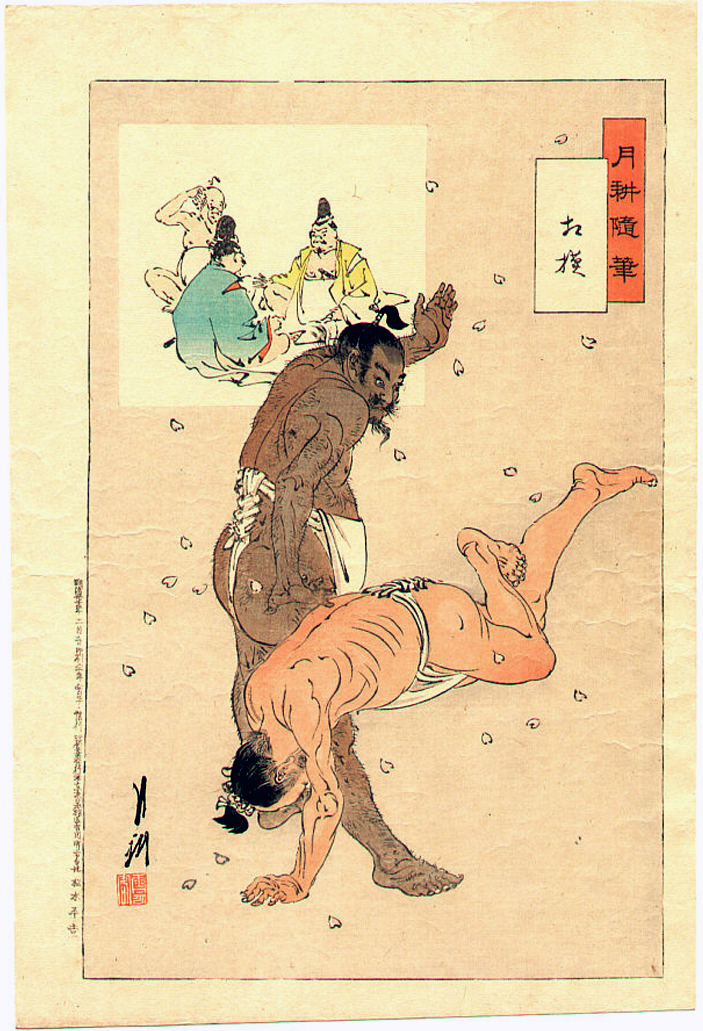
Борцы сумо
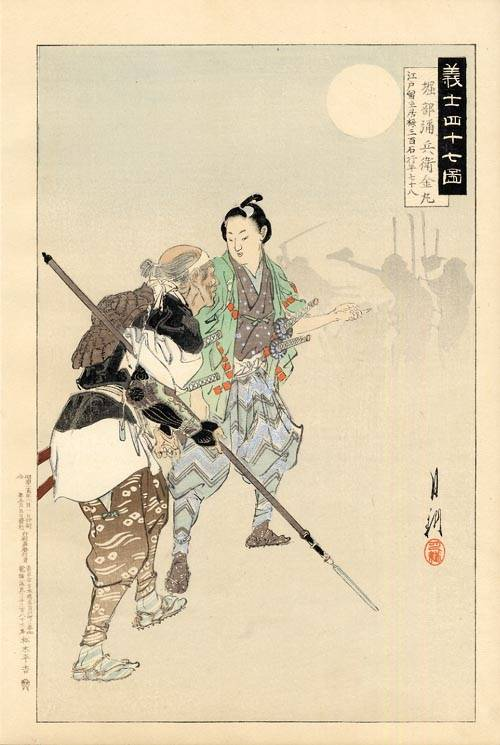
Хорибэ Яхэй Канамару, один из 47 ронинов
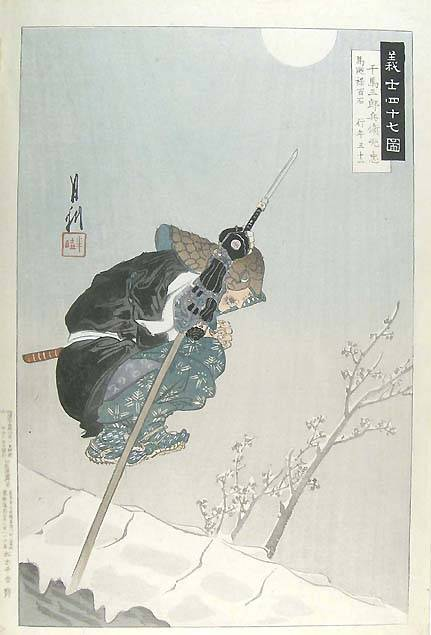
Сэмба Сабуробэй Мицутада, один из 47 ронинов

## В собраниях
- Работы Огаты Гэкко на сайте ShogunGallery.com Архивная копия от 16 июля 2011 на Wayback Machine
- Работы Огаты Гэкко на сайте MatsuGallery.com Архивная копия от 2 июля 2012 на Wayback Machine